# Ricardo Arango
Ricardo Arango (Panamá, 19 de febrero de 1839-Panamá, 9 de octubre de 1898) fue un político y comerciante colombiano.

## Biografía
Fue gobernador del departamento de Panamá. Tomó posesión del cargo el 1 de septiembre de 1893, y fue el primer gobernador de origen panameño en asumir dicho cargo. Su gobierno fue caracterizado por ser progresista, enfocándose en la educación pública, junto con los secretarios Abel Bravo y Salomón Ponce Aguilera. También planificó un acueducto para la Ciudad de Panamá, aunque no se completó por falta en el presupuesto departamental. Gobernó hasta el 8 de octubre de 1898, siendo reemplazado por Facundo Mutis Durán.
Ocupó otros cargos como Administrador Departamental de Hacienda y miembro del Concejo Municipal de Panamá. También fue Comisionado del gobierno colombiano donde trató los intereses del istmo de Panamá en la construcción del Canal de Panamá.
Fue uno de los primeros comandantes del Benemérito Cuerpo de Bomberos de la República de Panamá, dando su nombre al cuartel central.